# Rodolfo Montero
Rodolfo Montero de Palacio (San Martín de Elines, Valderredible, 1963) es un director, guionista y productor español. Tiene varios premios de prestigio: Premio Goya como productor, Premio Goya como director, Premio José María Forqué, Premio Águila de Oro, Premio Turismo Rural de Cantabria y Premio Academia Francesa.[cita requerida]

## Biografía
Rodolfo Montero de Palacio nació en San Martín de Elines en 1963. De familia de tratantes de ganado por un lado y de médicos rurales por otro. A los ocho años tiene que salir del entorno familiar junto con sus hermanos para proseguir con sus estudios, ya que la escuela del pueblo es cerrada por falta de niños. Desde ese momento toma conciencia de las carencias que tiene el mundo rural en el que fue feliz y hará que varios de sus proyectos audiovisuales y cinematográficos posteriores giren en torno a ese tema y a la necesidad de dignificar y desarrollar el Mundo Campesino. “En la cuna del aire” (sobre los últimos niños campesinos de un pequeño pueblo) fue galardonado con el Premio Goya 2006 en la categoría de Documental. O “El prado de las estrellas” de su paisano Mario Camus, del que fue productor y productor ejecutivo. Estudia con los HH Menesianos hasta que, ya con 16 años, se traslada a Santander, donde acaba el bachiller y el COU, y toma contacto con Pío Muriedas, un viejo rapsoda de la época de Margarita Xirgu, así como con el ambiente cultural y poético de la ciudad. 
Se traslada a Madrid con la decisión clara de entrar en el mundo del Cine, y se matricula en CC. Políticas y Sociología en la Complutense. Apoyado en sus inicios por su paisano y Maestro Mario Camus, así como por los Hermanos Almodóvar y el productor Antonio Cardenal logra hacerse un hueco en los equipos de Producción y Decoración de diversas películas. Posteriormente funda, junto con su hermano Nano Montero, Cre-acción Films, con la que han llevado a cabo una veintena de largometrajes y otros tantos documentales y cortometrajes. 
Colabora asiduamente con algunas publicaciones como “El Mundo en Cantabria”, “El diario Montañes”, y la “Revista de la Academia de Cine”. Es también miembro de la Academia de Cine desde 2002.

## Filmografía

### Productor
Como productor ha alternado la búsqueda de nuevos talentos con la recuperación de “sus” maestros como Vicente Aranda, Mario Camus o Alfonso Ungría. 
- “Luna caliente” (2009)[2] de Vicente Aranda
- “Las Tierras Altas” (2008)[3] de Carolina del Prado
- “El prado de las estrellas” (2007)[4] de Mario Camus
- “Moviendo Montañas” (largometraje documental) de Rodolfo Montero de Palacio
- “Estrellas en el Desierto” (largometraje documental)
- “El Abrazo de la Tierra (Aguaviva)” (largometraje documental) (2006) de Jose Luis Peñafuerte
- “El síndrome de Svensson” (2006) de Kepa Sojo
- “En la Cuna del Aire” de Rodolfo Montero de Palacio (cortometraje documental 2006) Premio Goya 2006 Mejor Cortometraje Documental
- “Siempre días azules” (largometraje documental 2005) de Israel Sánchez-Prieto
- “Chemins de traverse (en la Wikipedia Francesa)”(2004). En la versión española “Caminos Cruzados” de Manuel Poirier
- “Diario de una becaria” (2004) de Josetxo San Mateo.[5]
- “El Efecto Iguazú” (largometraje documental 2003) Pere Joan Ventura. Premio Goya 2003 Mejor Documental
- “Bestiario” (2002) de Vicente Pérez
- “El deseo de ser piel roja” (2002) Alfonso Ungría
- “Báilame el agua” (2000) Josetxo San Mateo
- “Código natural” (2001) Vicente Pérez
- “El invierno de las anjanas” (1999) Pedro Telechea
- “Un buen novio” (1998) Jesús Delgado.

### Director
- “El Expreso” Cortometraje en 35 mm (1995)
- “En la cuna del aire” Cortometraje en 35 mm (2005) Goya 2006
- “Tudancos” Largometraje “Cantabria” Serie TV (Divulgativa 13 cap.)
- “Lope enamorado” (2019) TV Movie[6]
- “La sociedad de la soledad” (2024)[7]

## Premios
- Premio Goya como productor: “El Efecto Iguazú” (Goya Mejor Película Documental 2003)
- Premio Goya como director.
- Premio José María Forqué.
- Premio Águila de oro.
- Premio Turismo rural Cantabria.
- Premio Academia Francesa [cita requerida].